# Ramiro Álvarez Tostado
Ramiro Álvarez Tostado Camarena (* 2 de enero de 1901 en  Guadalajara, Jalisco, México - † 28 de marzo de 1985 en Guadalajara, Jalisco, México) fue un comerciante mexicano que fungió como presidente del Club Deportivo Guadalajara en el período de 1936 a 1937. Fue jugador de básquetbol a nivel amateur y tenista.

## Biografía
Nació en Guadalajara Jalisco, México el 2 de enero de 1902, siendo hijo de Eusebio Álvarez Tostado y Clotilde Camarena de la Mora. Se casó con Dolores Jasso con quien tuvo 12 hijos, entre ellos Héctor, Jorge, Graciela, María Eugenia, Ramiro, Clotilde, Guillermo, Ernesto, Carlos, María Dolores, Sergio Armando y Humberto.
En sus inicios como deportista, fue jugador de básquetbol del equipo "Mutualista". Por su parte, en el Club Deportivo Guadalajara se dedicó a jugar lawn tennis, deporte que practicó con regularidad desde mediados de la década de los años 1920s hasta finales de la década de los 1940s.
En 1926, por primera vez formó parte de una mesa directiva en el club rojiblanco, fungió como secretario durante la administración de Ramón Fregoso, y para 1930 ocupó el puesto de vicepresidente, esta vez bajo la presidencia de Everardo S. Espinosa. Finalmente llegaría al puesto de presidente en el año de 1936.
Tomó protesta como nuevo presidente de la institución rojiblanca el 1 de febrero de 1936, en un evento organizado en las instalaciones del club deportivo. Ocupó dicho puesto hasta enero de 1937, dejando su lugar a J. Armando Suárez. Finalmente, volvió a la mesa directiva del club durante la administración de Federico González Obregón, esta vez como vocal.